# Sever do Vouga
Sever do Vouga é uma vila portuguesa pertencente ao Distrito de Aveiro e integrada na sub-região Região de Aveiro (NUT III) e, por isso, na região Centro (NUT II), com cerca de 2 700 habitantes, sendo a sede de um município que se destaca pela sua beleza natural, riqueza cultural e património histórico.
O município de Sever do Vouga em 129,88 km² de área e 12 356 habitantes (2011), subdividido em 7 freguesias. O município é limitado a norte pelo município de Vale de Cambra, a leste por Oliveira de Frades, a sul por Águeda e a oeste por Albergaria-a-Velha e por Oliveira de Azeméis.
A vila fica situada a cerca de 30 km a este de Aveiro, 70 km a sul do Porto, 70 km a norte de Coimbra e a 60 km a oeste de Viseu, posicionando-a como um ponto de fácil acesso a várias cidades importantes do país. Esta proximidade com grandes centros urbanos, aliada à tranquilidade das suas paisagens naturais, torna Sever do Vouga um destino atraente para quem procura qualidade de vida e contacto com a natureza.
Conhecida como a "Capital do Mirtilo", Sever do Vouga destaca-se também pela sua produção agrícola, nomeadamente na cultura do mirtilo, cuja festa anual atrai milhares de visitantes. A região é igualmente reconhecida pelos seus rios, montes e vales, que proporcionam diversas atividades ao ar livre, como caminhadas, ciclismo e desportos de natureza, em plena harmonia com o ambiente.
Além da agricultura e do turismo, Sever do Vouga tem vindo a consolidar-se como um importante polo industrial na região. O concelho possui um setor industrial diversificado, com destaque para a indústria metalomecânica e madeireira. Estas indústrias, muitas delas de cariz exportador, contribuem significativamente para o desenvolvimento económico local, gerando emprego e promovendo o crescimento sustentável do município. A localização privilegiada e as boas acessibilidades têm atraído novos investimentos, consolidando Sever do Vouga como um motor de dinamismo industrial na região.
Além das belezas naturais, Sever do Vouga oferece um património histórico-cultural que inclui o Museu Municipal, igrejas e capelas seculares, bem como vestígios arqueológicos que testemunham a longa ocupação humana da região. Com um ambiente acolhedor e um espírito comunitário forte, Sever do Vouga conjuga o passado com o presente, preservando as suas tradições e ao mesmo tempo olhando para o futuro com uma aposta no turismo sustentável e no desenvolvimento económico local.

## Etimologia e gentílico
O nome Sever do Vouga tem uma origem que remonta ao período medieval, refletindo a localização geográfica e a importância do rio Vouga para a região. O termo "Sever" pode derivar do latim "Severus", possivelmente em referência a uma figura histórica ou a uma característica geográfica da região. A adição de "do Vouga" indica a proximidade com o rio Vouga, um elemento natural crucial para a economia e a vida da comunidade ao longo dos séculos.
Os habitantes de Sever do Vouga são conhecidos como severenses, um gentílico que deriva diretamente do nome da vila e do município. Este termo é utilizado para designar os nascidos ou residentes no concelho e reflete a identidade cultural da região.

## História

### Pré-história e fundação
A história de Sever do Vouga remonta a tempos antigos, com evidências de ocupações pré-históricas na área. Vestígios arqueológicos, como dólmens encontrados em regiões próximas, indicam que a área foi habitada durante o Neolítico. Esses monumentos megalíticos sugerem uma presença humana significativa na região, com práticas culturais que refletem a influência dos povos pré-históricos da Península Ibérica e do Atlântico Europeu.

### Período romano
Durante a ocupação romana, a região que hoje compreende o concelho de Sever do Vouga estava inserida na província da Lusitânia. Ainda hoje Sever do Vouga mantém intacto achados arqueológicos pertencentes à altura de domínio romano.

### Período medieval
No período medieval, Sever do Vouga foi parte do vasto território dos Condes de Portugal. A região desempenhou um papel na formação do Reino de Portugal, que se consolidou sob a liderança do Conde D. Henrique no século XI. Durante a Idade Média, a economia da região era predominantemente agrícola, com uma forte ênfase na agricultura e na criação de gado.
O concelho foi influenciado pelas dinâmicas políticas e sociais do período medieval, que incluíam uma administração feudal e a construção de estruturas comunitárias.

### Período moderno
Com a chegada dos séculos XVII e XVIII, Sever do Vouga experimentou mudanças significativas. A economia da região continuou a ser baseada na agricultura, mas novas técnicas e métodos de cultivo começaram a ser introduzidos. A modernização das práticas agrícolas e a construção de infraestruturas, como estradas e pontes, facilitaram o comércio e o transporte, contribuindo para o desenvolvimento econômico da região.
No século XIX, o concelho começou a enfrentar os desafios da industrialização, embora de forma mais moderada do que em áreas urbanizadas do país. A construção de novos caminhos e a melhoria das infraestruturas contribuíram para o crescimento da economia local e para a integração de Sever do Vouga nas dinâmicas regionais.

### Século XX e contemporâneo
Durante o século XX, Sever do Vouga passou por uma série de transformações significativas. A modernização das infraestruturas e a melhoria dos serviços públicos tiveram um impacto importante na qualidade de vida dos habitantes. O concelho viu um desenvolvimento equilibrado, com a preservação do patrimônio histórico/natural e a introdução de novas indústrias e serviços.
O final do século XX e o início do século XXI trouxeram novas oportunidades para Sever do Vouga. A integração nas redes de transporte e comunicação ajudou a região a se adaptar às mudanças econômicas e sociais, promovendo um desenvolvimento sustentável. Hoje, Sever do Vouga é um concelho que equilibra a herança histórica com as necessidades contemporâneas, refletindo uma identidade cultural rica e uma adaptação às dinâmicas modernas.

## Geografia

Vista panorâmica da vila de Sever do Vouga, rodeada por vales e montanhas da Serra do Arestal.

Sever do Vouga localiza-se no centro-norte de Portugal, na sub-região da Região de Aveiro (NUT III), integrando a Região Centro (NUT II). Situa-se entre os rios Vouga e Caima, numa área de transição entre o litoral e o interior montanhoso do país. O concelho apresenta uma orografia marcada por vales profundos e zonas serranas, com destaque para a Serra do Arestal, que atinge altitudes superiores a 800 metros.
O território tem uma área total de aproximadamente 130 km² e é composto por sete freguesias, sendo a vila de Sever do Vouga a sede do município. A paisagem é caracterizada por uma densa cobertura florestal, atravessada por linhas de água, com destaque para o Rio Vouga, o Rio Mau e diversas ribeiras. Estas condições tornam a região rica em recursos hídricos e biodiversidade, o que favorece a prática de turismo de natureza e desportos ao ar livre, como caminhadas, BTT e canyoning.
A localização central em relação a várias cidades médias — a cerca de 30 km de Aveiro, 70 km do Porto e 60 km de Viseu — garante uma boa acessibilidade através da EN328 e de ligações à A25. Esta posição geográfica, associada a um ambiente natural preservado, faz de Sever do Vouga um ponto de equilíbrio entre qualidade de vida e proximidade a centros urbanos.

### Clima
Sever do Vouga apresenta um clima mediterrânico de influência atlântica (classificação de Köppen: Csb), com invernos amenos e chuvosos e verões secos e moderadamente quentes. A altitude variável e a proximidade da serra conferem à região uma maior pluviosidade e alguma amplitude térmica em relação à faixa costeira.
As temperaturas médias no inverno variam entre os 5 °C e os 14 °C, enquanto no verão os valores oscilam geralmente entre os 15 °C e os 30 °C. A precipitação é mais intensa entre outubro e março, com valores anuais que podem ultrapassar os 1.200 mm em áreas montanhosas. A ocorrência de geadas é ocasional nas zonas mais elevadas durante os meses de inverno.
Estas características tornam o concelho favorável à agricultura de sequeiro e à silvicultura, especialmente na produção de mirtilo, um dos produtos emblemáticos da região.

## Ambiente e áreas verdes
Sever do Vouga distingue-se pela forte presença de espaços verdes urbanos e naturais, tanto na vila como nas suas freguesias.

### Parque Urbano de Sever do Vouga
O Parque Urbano de Sever do Vouga (ou Parque de Lazer), com cerca de 37 500 m², situa-se no centro da vila, num vale cortado pela Ribeira de Sever e a Ribeira do Pessegueiro. É o maior espaço verde municipal e oferece:
- Parque infantil, campos de jogos, zonas relvadas e espaços para piqueniques.
- Biblioteca e museu municipal, e até um parque lúdico para idosos (“parque geriátrico”).

### Cascata da Cabreia e Parque da Cabreia
Na freguesia de Silva Escura, o Parque da Cabreia alberga a Cascata da Cabreia, de 25 metros de queda fluvial, rodeada por vegetação densa e equipada com parque de merendas.

### Mirantes do Vouga
Ao longo da EN16 estão os Mirantes do Vouga, quatro áreas de descanso com mesas, bancos e sombra natural, oferecendo vistas privilegiadas sobre o rio Vouga e a Ponte do Poço de São Tiago, classificada como Imóvel de Interesse Municipal.

### Ecopista do Vale do Vouga
Parte da antiga Linha do Vouga foi convertida em ecopista com cerca de 10 km só no concelho. O segmento de Sever do Vouga liga a Foz do Rio Mau a Fontelas do Vouga, passa por 6 túneis e pela histórica Ponte do Poço de São Tiago.

### Trilhos e rotas de natureza
Sever do Vouga é atravessado por várias rotas pedestres e BTT, entre elas:
- PR3 – Rota das Laranjeiras (9,4 km, circular), que inclui a antiga estação de Paradela, ponte ferroviária do Ponte do Poço de São Tiago e ecopista.[9]
- Outros trilhos incluem o PR8 – Pedra Moura, PR10 – Gresso e a Rota da Água e da Pedra, oferecendo percursos por Serra do Arestal, vales e pontes históricas.[10]

## Património

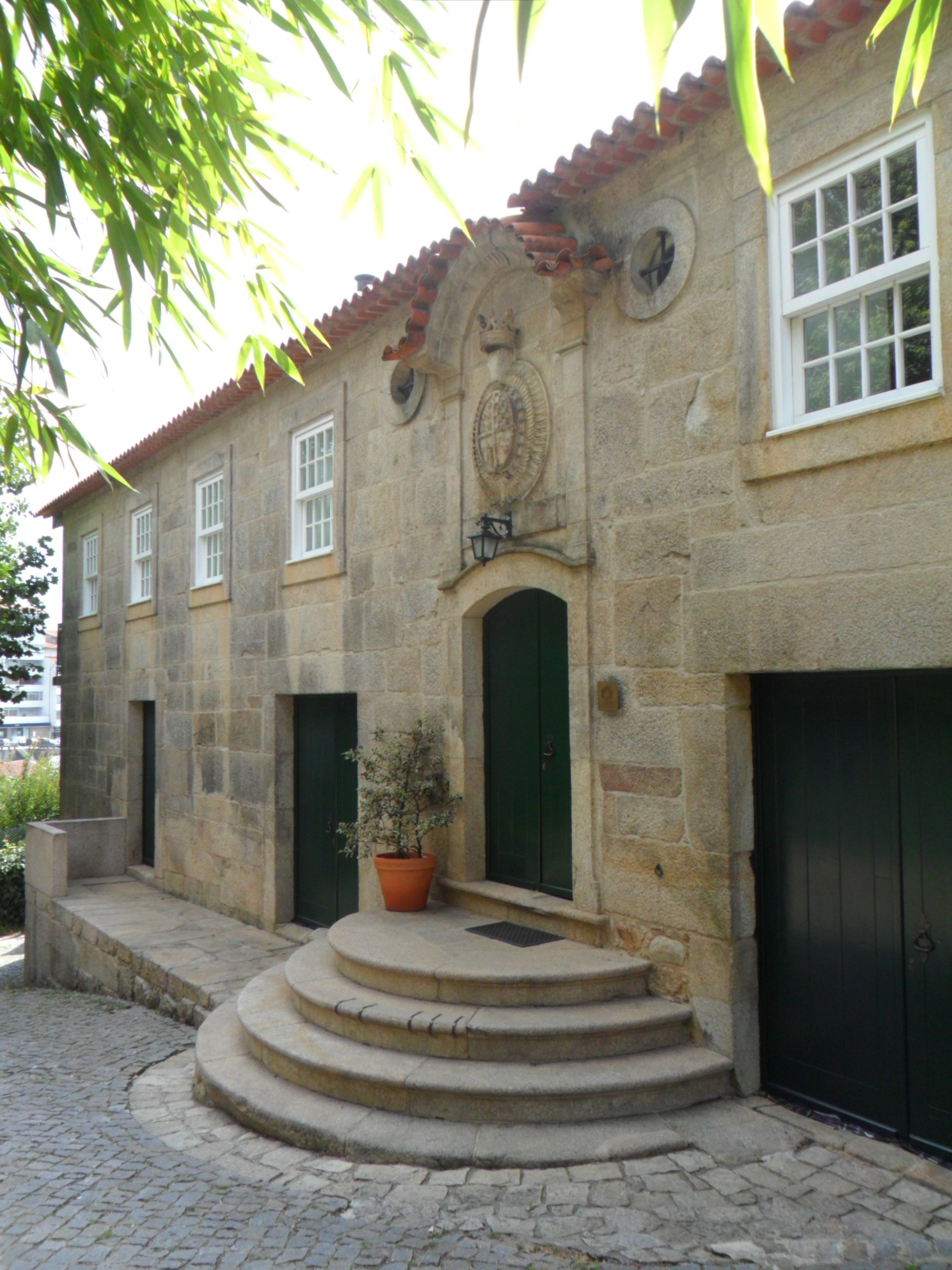
Casa da Aldeia

Sever do Vouga é um concelho rico em património histórico e arqueológico, com diversos monumentos que atestam a longa ocupação humana na região, desde o período pré-histórico até à era moderna. Entre os seus principais marcos patrimoniais encontram-se dólmenes, monumentos megalíticos e vestígios romanos, bem como edifícios de grande importância histórica e arquitetônica.
- Casa da Aldeia [IIM][11]: Uma construção típica da arquitetura rural portuguesa, que reflete o modo de vida das populações de Sever do Vouga no passado, preservando as tradições da habitação agrícola local.

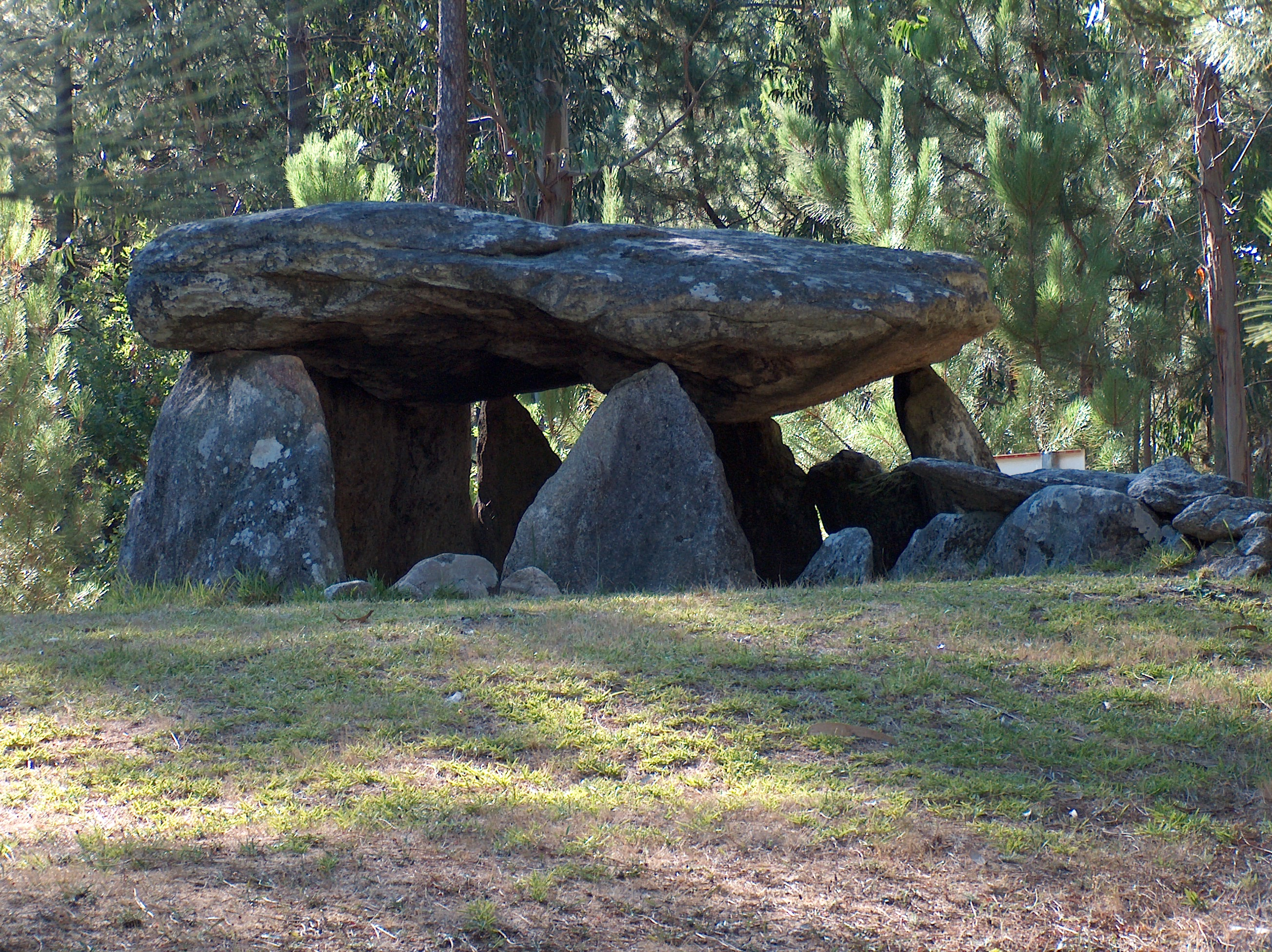
Anta Cerqueira

- Dólmen da Arca da Cerqueira (ou Dólmen da Casa da Moura) (Couto de Esteves) [IIP][12]: Um monumento megalítico funerário que remonta ao período Neolítico, representando a importância da cultura megalítica na região.

- Monumento megalítico de Chão Redondo 1 e 2 (Talhadas) [IIP][13]: Conjunto de dois monumentos megalíticos que evidenciam a presença de comunidades pré-históricas em Sever do Vouga, usados provavelmente para rituais funerários ou religiosos.

- Monumento megalítico do Souto do Coval (Couto de Esteves) [VC][14]: Outro exemplo de arquitetura funerária megalítica, que reforça o valor arqueológico da região e o seu legado cultural pré-histórico.

- Pedra da Moura (Silva Escura)  [IIP]: Um afloramento rochoso associado a lendas locais, com vestígios arqueológicos que sugerem a sua importância para as antigas comunidades da zona.

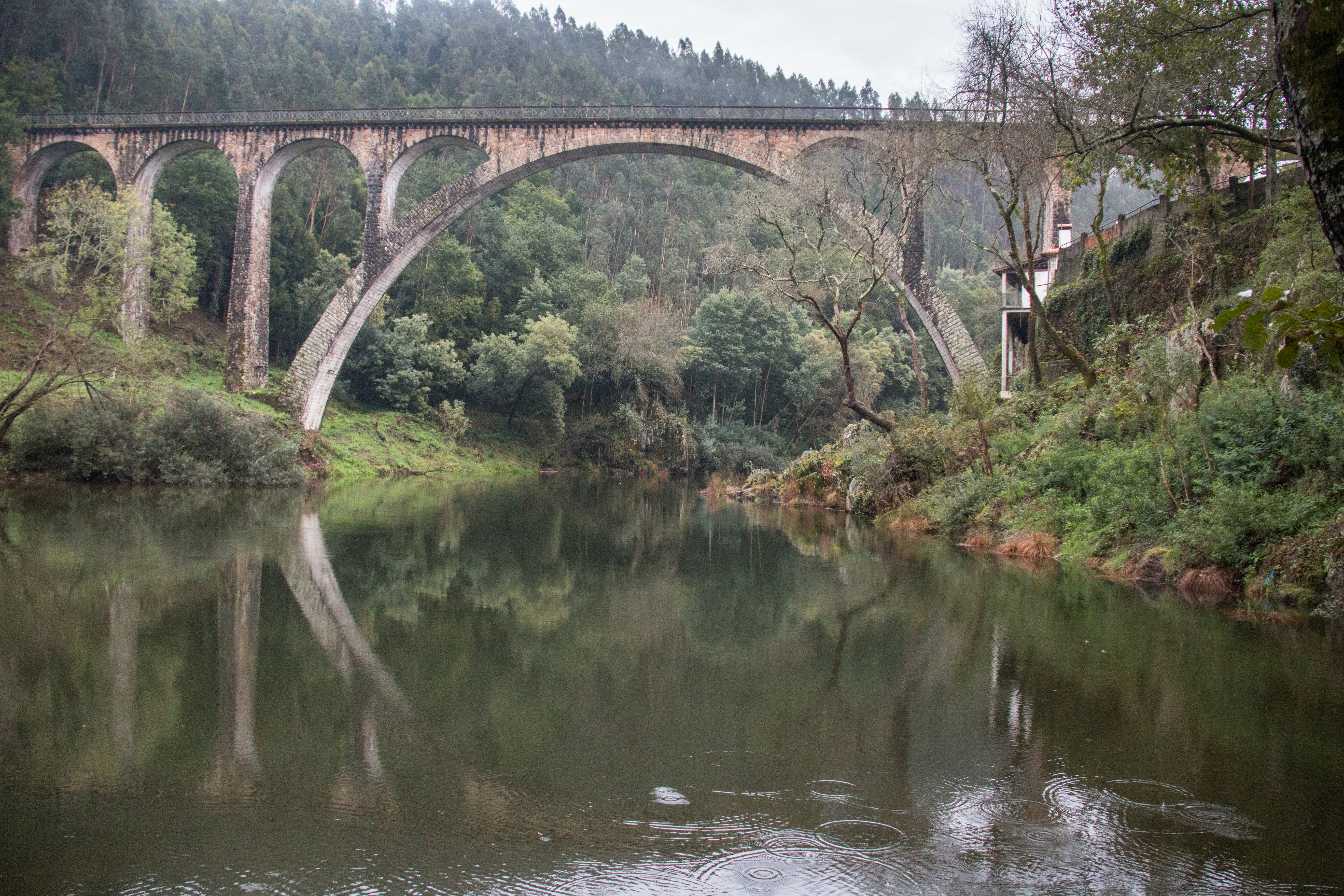
Ponte do Poço de Santiago

- Ponte do Poço de São Tiago (Pessegueiro do Vouga) [VC][15]: Construída no início do século XX, esta ponte faz parte da Linha do Vouga, uma das mais pitorescas linhas ferroviárias de Portugal, que atravessa o concelho. Em 1990 este troço foi encerrado, contudo a ponte foi preservada e é hoje uma das pontas da ecopista instalada no traçado da linha por onde já passou o Vouguinha.
- Pelourinho de Couto de Esteves [IIP][16]: Símbolo de autonomia administrativa e judicial de Couto de Esteves durante o período medieval, o pelourinho reflete a história local de governação.

- Pelourinho de Sever do Vouga [IIP][17]: Situado no centro da vila, este pelourinho é um marco da antiga jurisdição e autoridade municipal, testemunhando a importância histórica da vila como sede concelhia.

- Troço de via romana no lugar de Ereira (Talhadas) [IIP][18]: Vestígios de uma antiga estrada romana que atravessava o concelho, evidenciando a importância de Sever do Vouga como ponto de passagem e comunicação no Império Romano.

Legenda: PM - Património Mundial · MN - Monumento Nacional · IIP - Imóvel de Interesse Público · MIP - Monumento de Interesse Público · CIP - Conjunto de Interesse Público · SIP - Sítio de Interesse Público · IIM - Imóvel de Interesse Municipal · MIM - Monumento de Interesse Municipal · CIM - Conjunto de Interesse Municipal · SIM - Sítio de Interesse Municipal · VC - Em vias de classificação · SPL - Sem proteção legal

## Freguesias

Freguesias do Município de Sever do Vouga

O Município de Sever do Vouga está atualmente dividido em 7 freguesias, conforme a reorganização administrativa de 2013:
- Cedrim e Paradela
- Couto de Esteves
- Pessegueiro do Vouga
- Rocas do Vouga
- Sever do Vouga
- Silva Escura e Dornelas
- Talhadas

## Economia
O município de Sever do Vouga apresenta uma economia diversificada, que combina tradição agrícola, indústria e turismo.
A agricultura mantém um papel relevante, destacando-se a produção de mirtilo, pela qual Sever do Vouga é reconhecida como a "Capital do Mirtilo". Esta cultura contribui significativamente para a economia local, gerando emprego e dinamizando o comércio, especialmente durante a Festa Nacional do Mirtilo, que atrai milhares de visitantes anualmente.
No setor industrial, o município destaca-se pelos setores metalomecânico e madeireiro. Estas indústrias, muitas com vocação exportadora, são importantes motores do desenvolvimento económico local, contribuindo para a criação de emprego e atração de investimentos na região.
O turismo tem vindo a ganhar importância, impulsionado pela beleza natural, património histórico e eventos culturais do concelho. As atividades ao ar livre, como caminhadas, ciclismo nas ecopistas e visitas a trilhos naturais, atraem turistas interessados em turismo rural e de natureza. Festivais e eventos tradicionais complementam esta oferta, promovendo a cultura local e estimulando o comércio e os serviços associados.

## Cultura

### Museus
- Museu Municipal de Sever do Vouga, na Rua do Parque, 3740-255 Sever do Vouga

### Festivais e feiras
- FicaVouga  (1992–presente)
- Feira Nacional do Mirtilo  (2008–presente)
- Feira Quinhentista de Sever do Vouga (2014—presente)
- Festival das Camélias (2022–presente)

### Cinema e teatro
- CAESV - Centro das Artes e do Espetáculo de Sever do Vouga

## Evolução demográfica
| Número de habitantes | Número de habitantes | Número de habitantes | Número de habitantes | Número de habitantes | Número de habitantes | Número de habitantes | Número de habitantes | Número de habitantes | Número de habitantes | Número de habitantes | Número de habitantes | Número de habitantes | Número de habitantes | Número de habitantes | Número de habitantes | Número de habitantes | Número de habitantes | Número de habitantes |
| -------------------- | -------------------- | -------------------- | -------------------- | -------------------- | -------------------- | -------------------- | -------------------- | -------------------- | -------------------- | -------------------- | -------------------- | -------------------- | -------------------- | -------------------- | -------------------- | -------------------- | -------------------- | -------------------- |
| 1864                 | 1878                 | 1890                 | 1900                 | 1911                 | 1920                 | 1930                 | 1940                 | 1950                 | 1960                 | 1970                 | 1981                 | 1991                 | 2001                 | 2011                 | 2021                 | 2022                 | 2023                 | 2024                 |
| 7 706                | 8 594                | 8 466                | 9 002                | 9 821                | 10 386               | 12 038               | 12 629               | 13 605               | 14 077               | 12 623               | 13 783               | 13 826               | 13 186               | 12 356               | 11 013               | 10 915               | 10 944               | 11 023               |

(Número de habitantes que tinham a residência oficial neste município à data em que os censos se realizaram.)
| Número de habitantes por Grupo Etário | Número de habitantes por Grupo Etário | Número de habitantes por Grupo Etário | Número de habitantes por Grupo Etário | Número de habitantes por Grupo Etário | Número de habitantes por Grupo Etário | Número de habitantes por Grupo Etário | Número de habitantes por Grupo Etário | Número de habitantes por Grupo Etário | Número de habitantes por Grupo Etário | Número de habitantes por Grupo Etário | Número de habitantes por Grupo Etário | Número de habitantes por Grupo Etário | Número de habitantes por Grupo Etário |
| ------------------------------------- | ------------------------------------- | ------------------------------------- | ------------------------------------- | ------------------------------------- | ------------------------------------- | ------------------------------------- | ------------------------------------- | ------------------------------------- | ------------------------------------- | ------------------------------------- | ------------------------------------- | ------------------------------------- | ------------------------------------- |
|                                       | 1900                                  | 1911                                  | 1920                                  | 1930                                  | 1940                                  | 1950                                  | 1960                                  | 1970                                  | 1981                                  | 1991                                  | 2001                                  | 2011                                  | 2021                                  |
| 0-14 Anos                             | 3 068                                 | 3 505                                 | 3 706                                 | 4 017                                 | 4 291                                 | 4 362                                 | 4 573                                 | 3 765                                 | 3 685                                 | 2 884                                 | 2 062                                 | 1 640                                 | 1 124                                 |
| 15-24 Anos                            | 1 594                                 | 1 610                                 | 1 685                                 | 2 125                                 | 1 998                                 | 2 321                                 | 2 338                                 | 2 185                                 | 2 293                                 | 2 304                                 | 1 940                                 | 1 332                                 | 1 101                                 |
| 25-64 Anos                            | 3 735                                 | 3 940                                 | 4 166                                 | 4 702                                 | 4 902                                 | 5 548                                 | 5 853                                 | 5 495                                 | 6 000                                 | 6 508                                 | 6 687                                 | 6 508                                 | 5 579                                 |
| = ou > 65 Anos                        | 641                                   | 738                                   | 668                                   | 762                                   | 989                                   | 1 144                                 | 1 313                                 | 1 500                                 | 1 805                                 | 2 130                                 | 2 497                                 | 2 876                                 | 3 259                                 |

(Obs: De 1900 a 1950, os dados referem-se à população presente no município à data em que eles se realizaram. Daí que se registem algumas diferenças relativamente à designada população residente.)

## Transportes

### Rodoviários
Durante o período escolar, o município é coberto por uma rede de autocarros escolares operada pela Transdev, que assegura o transporte dos alunos entre as freguesias. Fora do período escolar, é disponibilizado um mini‑bus municipal, chamado “Severin”, gerido pela Câmara Municipal, que circula entre os principais centros urbanos da vila.
Para deslocações intermunicipais, existem duas linhas da BusWay (linhas 17 e 32) que ligam Sever do Vouga a Aveiro e Vale de Cambra, com paragens nas freguesias e num terminal central.
O concelho dispõe de acesso à autoestrada:
- A 25  - Autoestrada das Beiras Litoral e Alta

- Nó de Talhadas/Sever do Vouga

### Ferroviários
Sever do Vouga não possui estação ferroviária ativa. A estação mais próxima é a Estação Ferroviária de Sernada do Vouga, na Linha do Vouga, a aproximadamente 13,3 km do centro da vila. A Linha do Vouga opera apenas entre Espinho e Sernada do Vouga, sendo o restante troço encerrado desde 1990.

### Marítimos
O porto marítimo mais próximo é o Porto de Aveiro, situado a cerca de 45 km do centro de Sever do Vouga, servindo principalmente para transporte de mercadorias.

### Aéreos
O aeroporto mais próximo é o Aeroporto Francisco Sá Carneiro (Porto), localizado a aproximadamente 82,5 km de distância, com ligações nacionais e internacionais.

## Política

### Eleições autárquicas[32]
| Data | %       | V       | %       | V       | %     | V    | %              | V            | %              | V       | %              | V   | Participação |                |
| Data | PPD/PSD | PPD/PSD | CDS-PP  | CDS-PP  | PS    | PS   | FEPU/APU/CDU   | FEPU/APU/CDU | CDS/PSD        | CDS/PSD | GCE            | GCE | Participação |                |
| ---- | ------- | ------- | ------- | ------- | ----- | ---- | -------------- | ------------ | -------------- | ------- | -------------- | --- | ------------ | -------------- |
| Data | 1976    | 45,26   | 3       | 38,53   | 2     | 8,36 | -              | 4,19         | -              |         |                |     |              | 70,39 / 100,00 |
| 1979 | 72,03   | 5       |         |         | 11,02 | -    | 14,18          | -            | 75,38 / 100,00 |         |                |     |              |                |
| 1982 | 57,96   | 4       | 23,77   | 1       | 12,13 | -    | 2,59           | -            | 77,00 / 100,00 |         |                |     |              |                |
| 1985 | 47,64   | 4       | 38,43   | 3       | 8,62  | -    | 2,38           | -            | 75,88 / 100,00 |         |                |     |              |                |
| 1989 | 38,14   | 3       | 52,76   | 4       |       |      | 5,79           | -            | 75,30 / 100,00 |         |                |     |              |                |
| 1993 | 34,01   | 2       | 59,28   | 5       | 2,69  | -    | 74,52 / 100,00 |              |                |         |                |     |              |                |
| 1997 | 33,51   | 2       | 58,82   | 5       | 3,00  | -    | 71,45 / 100,00 |              |                |         |                |     |              |                |
| 2001 | CDS-PP  | CDS-PP  | PPD/PSD | PPD/PSD | 57,70 | 4    | 1,80           | -            | 37,19          | 3       | 76,69 / 100,00 |     |              |                |
| 2005 | 39,21   | 3       | 4,34    | -       | 50,36 | 4    | 2,01           | -            |                |         | 73,16 / 100,00 |     |              |                |
| 2009 | 20,16   | 1       | 3,71    | -       | 46,58 | 4    | 1,36           | -            | 25,66          | 2       | 69,57 / 100,00 |     |              |                |
| 2013 | 37,58   | 3       | 8,64    | -       | 46,31 | 4    | 2,06           | -            |                |         | 66,12 / 100,00 |     |              |                |
| 2017 | 32,03   | 2       | 15,70   | 1       | 46,89 | 4    | 1,46           | -            | 68,35 / 100,00 |         |                |     |              |                |
| 2021 | 43,51   | 3       | 22,41   | 2       | 28,85 | 2    | 1,56           | -            | 69,73 / 100,00 |         |                |     |              |                |

### Eleições legislativas
| Data | %     | %     | %     | %    | %     | %     | %        | %     | %    | %     | %    | %   | %       | % | %  | %  |
| Data | CDS   | PSD   | PS    | PCP  | UDP   | AD    | APU/ CDU | FRS   | PRD  | PSN   | B.E. | PAN | PSD CDS | L | CH | IL |
| ---- | ----- | ----- | ----- | ---- | ----- | ----- | -------- | ----- | ---- | ----- | ---- | --- | ------- | - | -- | -- |
| 1976 | 41,29 | 33,43 | 11,78 | 1,88 | 1,07  |       |          |       |      |       |      |     |         |   |    |    |
| 1979 | AD    | AD    | 15,02 | APU  | 0,65  | 74,31 | 4,30     |       |      |       |      |     |         |   |    |    |
| 1980 | AD    | AD    | FRS   | APU  | 0,45  | 74,95 | 4,03     | 15,06 |      |       |      |     |         |   |    |    |
| 1983 | 18,99 | 52,40 | 20,57 | APU  | 0,27  |       | 3,46     |       |      |       |      |     |         |   |    |    |
| 1985 | 20,87 | 47,08 | 15,16 | APU  | 0,47  | 3,32  | 8,34     |       |      |       |      |     |         |   |    |    |
| 1987 | 8,52  | 71,01 | 13,07 | CDU  | 0,19  | 1,62  | 1,10     |       |      |       |      |     |         |   |    |    |
| 1991 | 8,15  | 72,56 | 14,09 | CDU  |       | 1,11  | 0,27     | 1,08  |      |       |      |     |         |   |    |    |
| 1995 | 17,21 | 54,58 | 23,67 | CDU  | 0,20  | 1,24  |          | 0,25  |      |       |      |     |         |   |    |    |
| 1999 | 20,08 | 48,80 | 25,07 | CDU  |       | 1,85  | 0,22     | 0,94  |      |       |      |     |         |   |    |    |
| 2002 | 17,73 | 56,41 | 20,98 | CDU  | 1,18  |       | 1,17     |       |      |       |      |     |         |   |    |    |
| 2005 | 14,45 | 48,77 | 26,69 | CDU  | 1,96  | 3,53  |          |       |      |       |      |     |         |   |    |    |
| 2009 | 17,46 | 43,74 | 24,35 | CDU  | 2,32  | 6,29  |          |       |      |       |      |     |         |   |    |    |
| 2011 | 16,46 | 55,71 | 16,52 | CDU  | 1,99  | 2,87  | 0,50     |       |      |       |      |     |         |   |    |    |
| 2015 | PSD   | CDS   | 18,41 | CDU  | 2,45  | 6,47  | 0,62     | 63,87 | 0,32 |       |      |     |         |   |    |    |
| 2019 | 13,03 | 42,08 | 25,42 | CDU  | 1,49  | 6,40  | 1,72     |       | 0,38 | 0,78  | 0,52 |     |         |   |    |    |
| 2022 | 4,65  | 47,62 | 27,81 | CDU  | 1,12  | 3,30  | 0,92     | 0,78  | 7,13 | 3,39  |      |     |         |   |    |    |
| 2024 | AD    | AD    | 18,96 | CDU  | 46,97 | 0,94  | 2,49     | 0,99  | 1,86 | 19,39 | 3,49 |     |         |   |    |    |

## Geminações

### Cidades geminadas
Sever do Vouga é geminada com:
- Montmagny, França
- Porto Novo, Cabo Verde [35]

## Infraestruturas

### Educação

#### Ensino básico

##### Atualmente
- Centro Escolar de Sever do Vouga

##### Antigamente
- Escola Básica de Cedrim
- Escola Básica de Couto Esteves
- Escola Básica de Dornelas
- Escola Básica de Feira Nova (Pessegueiro do Vouga)
- Escola Básica de Irijó (Rocas do Vouga)
- Escola Básica de Nespereira (Rocas do Vouga)
- Escola Básica de Paradela
- Escola Básica de Pessegueiro do Vouga
- Escola Básica de Rocas do Vouga
- Escola Básica de Senhorinha (Sever do Vouga)
- Escola Básica de Sever do Vouga
- Escola Básica de Talhadas
- Escola Básica de Vala (Silva Escura)

#### Ensino secundário
- Escola Básica e Secundária de Sever do Vouga

#### Ensino profissional
- CATEC - Campo Tecnológico (Escola Profissional de Aveiro)

#### Sénior
- Universidade Sénior do Rotary Clube de Sever do Vouga

#### Bibliotecas
- Biblioteca Municipal de Sever do Vouga

## Desporto

### Clubes
- Associação Desportiva Severense
- Centro de Recreio e Cultural de Rocas do Vouga
- Juventude Académica Pessegueirense
- Associação Desportiva e Cultural de Lourizela
- Mini Foot Clube Sever Fintas

## Gastronomia
Em Sever do Vouga, destacam-se como especialidades gastronómicas o arroz da lampreia, Lampreia à Bordalesa e Vitela Assada com arroz no forno.
Sever do Vouga é a Capital do Mirtilo.

## Personalidades reconhecidas
- Augusto Martins Pereira (Sever do Vouga, 1885 - Albergaria-a-Velha, 1960), empresário visionário e filantropo severense.
- Antero de Alda (Sever do Vouga, 23 de outubro de 1961 -  Amarante, 10 de maio de 2018), poeta visual, fotógrafo e artista.
- Luísa Beirão (Sever do Vouga, 29 de agosto de 1977), modelo portuguesa.
- João Eduardo Coelho Ferraz de Abreu (Sever do Vouga, 28 de maio de 1917), médico e político português.
- Manuel Machado (Sever do Vouga, 1956), político e atual presidente da Câmara Municipal de Coimbra.